# بو غران
بو غران (بالفنلندية: Bo Grahn)‏ هو منافس ألعاب قوى فنلندي، ولد في 6 أكتوبر 1947 في بورفو في فنلندا، وتوفي في 16 يوليو 2018 في فانتا في فنلندا.

## وصلات خارجية
- بو غران على موقع أوليمبيديا (الإنجليزية)